# Palacio de Bayán
El Palacio de Bayán (en árabe: قصر بيان) es el principal palacio del Emir de Kuwait. Se encuentra en la zona de Bayán. El palacio es un logro arquitectónico de renombre internacional. Este es el palacio donde los jefes de Estado de otros países vienen y se hospedan cuando están en sus visitas. El palacio por dentro tiene una hermosa vegetación artificial, grandes edificios de oficinas y residenciales y una mezquita majestuosa.